# Ostroška akademija
Ostroška akademija ili punim nazivom Nacionalno sveučilište Ostroška akademija (ukr. Національний Університет Острозька Академія) je ukrajinsko sveučilište osnovano 1576. godine u gradu Ostrohu, u Rivanjskej oblasti, u zapadnoj Ukrajini. Ostroška akademija danas se smatra prvim modernim sveučilištem u cijeloj istočnoj Europi, a ponovo je reformirana 1994. godine.

## Povijest Sveučilišta
Ključna osoba pri osnivanju Ostroške akademije bio je ukrajinski plemić Konstjantin Vasilj Ostrockij (1526., Turov), koji je ujedno zaslužan za tiskanje prve Ostroške Biblije na staroslavenskom jeziku u sklopu Poljsko-Litavske Unije. 

## Sveučilišna odjeljenja
Sveučilište danas ima 4 instituta i 6 glavnih studijskih odjeljenja: Studij za politološka istraživanja i informativni menadžment, Studij kvantitativne ekonomije, Studij financija, Studij romanistike i germanistike, Studij prava i Studij međunarodnih odnosa. Sveučilište Ostroška akademija spada među prvih 6 najboljih ukrajinskih sveučilišta.

## Ugledni djelatnici
- Petro Kraljuk

## Vanjske poveznice
- Službene stranice Ostroške Akademije  Arhivirana inačica izvorne stranice od 4. srpnja 2010. (Wayback Machine)
- Povijest Ostroške Akademije (neg.)
- Povijest Ostroške Biblije (eng.)